# Calocheiridius centralis nataliae
Calocheiridius centralis nataliae es una subespecie de arácnido del orden Pseudoscorpionida de la familia Olpiidae.

## Distribución geográfica
Se encuentra en Azerbaiyán.